# Domonkos Ferjancsik
Domonkos Ferjancsik, né le 7 septembre 1975 à Budapest, est un sabreur hongrois.

## Biographie
Domonkos Ferjancsik est médaillé de bronze en sabre par équipes aux Championnats du monde d'escrime 1997, puis médaillé d'or par équipes aux Championnats du monde d'escrime 1998.
Il dispute les Jeux olympiques d'été de 2000 à Sydney, terminant quatrième du tournoi individuel après avoir perdu le match pour la troisième place sur le score de 15 à 11 contre l'Allemand Wiradech Kothny, et se classant à la cinquième place au tournoi par équipes.
En 2001, il obtient la médaille d'argent par équipes aux Mondiaux et la médaille de bronze par équipes aux Championnats d'Europe. De nouveau médaillé de bronze par équipes aux Championnats d'Europe 2002, il remporte aux Championnats du monde d'escrime 2003 la médaille d'argent par équipes et la médaille de bronze en sabre individuel. Il dispute ensuite les Jeux olympiques d'été de 2004 à Athènes, terminant dixième de l'épreuve individuelle de sabre ; il est défait sur le score de 11–15 en huitièmes de finale par le Hongrois Zsolt Nemcsik, qui sera vice-champion olympique. 

## Palmarès

### Championnats du monde
- Médaille d'or en sabre par équipes en 1998, à La Chaux-de-Fonds
- Médaille d'argent en sabre par équipes en 2003, à La Havane
- Médaille d'argent en sabre par équipes en 2001, à Nîmes
- Médaille de bronze en sabre individuel en 2003, à La Havane
- Médaille de bronze en sabre par équipes en 1997, au Cap

### Championnats d'Europe
- Médaille de bronze en sabre par équipes en 2002 à Moscou
- Médaille de bronze en sabre par équipes en 2001 à Coblence